# Kurtlak
Kurtlak (rusky Куртлак) je řeka ve Volgogradské a v Rostovské oblasti v Rusku. Je 150 km dlouhá. Povodí má rozlohu 2760 km².

## Průběh toku
Protéká kopcovitou stepní krajinou. Ústí do Čiru (povodí Donu).

## Vodní stav
Zdroj vody je převážně sněhový. Na jaře od března do května hladina řeky stoupá, zatímco v létě klesá.

## Využití
Využívá se na zavlažování.